# フィリモネ・ワガバザ
フィリモネ・ワガバザ（フィジー語: Filimone Waqabaca、1967年10月28日 - ）は、フィジーの経済学者、銀行家、外交官。2023年より駐日大使を務めている。

## 学歴
- 南太平洋大学で学士号取得[1]
- サウサンプトン大学で国際銀行・金融学[2]の修士号取得[1]

## 経歴
1990年、フィジー準備銀行に入行。まず経済局テクニカルアシスタントとして奉職した後、1998年に経済局アドバイザーに就任した。
1999年から2003年にかけて、太平洋諸島フォーラム（PIF）経済政策アナリスト。
2003年に古巣のフィジー準備銀行へ戻り、その後、経済局の最高責任者となって2007年まで勤め上げた。
2007年から2009年にかけて、国際通貨基金（IMF）東南アジア事務所長アドバイザー。
2011年から2015年にかけて、国家計画省事務次官。この期間、税務署、フィジー歳入関税局、フィジー準備銀行、南太平洋大学理事会、フィジー国立大学理事会、フィジー電気公社、フィジー食肉産業会などで多数の役員を兼任。また、2013年から2015年にかけては、 航空会社エア・ターミナルサービスやフィジーラグビー協会（FRU）の会長も務めた。
2015年11月26日、ウェリントンの総督公邸を訪問してジェリー・マテパラエ総督に信任状を捧呈し、在ニュージーランド高等弁務官（大使相当）に就任した。2022年、在ニュージーランド高等弁務官を離任。
2022年8月、次期駐日大使として来日。2023年3月8日、皇居で信任状を捧呈し、駐日大使として正式に就任した。なお、この日は2020年3月以来3年ぶり、新型コロナウィルス感染症（COVID-19）流行後では初となる馬車での大使送迎が行われ、ワガバザ大使が儀装馬車に乗って皇居に参内した。